# 이종구 (성우)
이종구(1950년 2월 23일 ~ )는 대한민국의 성우 겸 연극 배우이다.
1967년 연극 배우로 첫 데뷔, 활동하다가 1977년 TBC 9기 성우로 정식 데뷔하였고, 언론통폐합으로 현재는 KBS 15기로 분류된다.

## 작품 활동

### 더빙 TV 애니메이션
- 검정 고무신(KBS) - 땡구 / 기철 담임선생님 役
- 곰돌이 푸(2001년 더빙판/KBS) - 올빼미
- 내 친구 아서(EBS) - 헤이니 役
- 녹색전차 해모수(KBS) - 오후의 태양단2 役
- 날아라 슈퍼보드(KBS) - 불벌레 으뜨, 코털마왕, 붉은 헬멧 役
- 늑대기사 실반(SBS) 다수 役
- 드래곤볼 Z(VIDEO) - 계왕 / 염라대왕 役
- 나루토 (투니버스) - 타즈나 役
- 드래곤볼 GT(VIDEO) - 계왕신 / 드래곤 볼 용신 役
- 드래곤볼 GT(투니버스) - 북쪽 계왕 役
- 디즈니 만화동산 - 우주용사 버즈(KBS) - 저그 役
- 디즈니 만화동산-릴로와 스티치(KBS) - 줌바 주키바
- 로도스도 전기 영웅기사전(VIDEO) - 김 役
- 루돌프(성탄특선/SBS) - 산타 役
- 마스터 키튼(투니버스) - 옥스(1화) 役
- 바톡(VIDEO) - 조지 役
- 베르사이유의 장미(KBS) - 루이15세 / 로안 役
- 슈퍼 마리오(KBS) - 쿠퍼왕 役
- 스타오션 EX(투니버스) - 부리 / 장로 役
- 아장닷컴(KBS) - 용왕 役
- 안녕! 오스월드(EBS) - 쟈니 아저씨 役
- 엘리시움(KBS) - 네크로스 役
- 열려라! 꿈동산-옛날 옛적에-토끼의 명재판 편(KBS) - 구렁이 / 약초캐는 사람 役
- 옛날 옛적에(KBS) 다수 役
- 옛날 옛적에-오름과 바릇(KBS) - 오서방 役
- 올림포스 가디언-그리스 로마신화(SBS) - 미노스왕(15화) / 이나코스(16화) 役
- 스티치! 새로운 모험(브로드앤TV) - 줌바 박사
- 원피스(KBS,투니버스) - 와포루 役
- 원피스 3D2Y(투니버스) - 반디 월드 役
- 명탐정 코난(투니버스) - 정지로 役
- 채채퐁 김치퐁(KBS) - 팡팡구리 / 부라부 役
- 출동! 유니온 킹(KBS) - 에너지 박사 役
- 카툰네크워크 - 타이니툰 - 샘(카메오 출연 루니튠스 캐릭터) 役
- 카툰네트워크 - 배트맨(투니버스) - 블록 役
- Happy birthday to China(투니버스) - 나래이션
- 그리스 로마 신화 - 올림포스 가디언
- 스타 워즈: 클론 전쟁(EBS)
- 이상한 나라의 앨리스(KBS) - 아빠 / 하얀 토끼
- 날아라! 특공대(EBS)
- 직스 레벨2(퀴니)
- 쿵푸팬더 전설의 마스터(니켈로디언)
- 사무라이 참프루(투니버스) - 남자1
- 몬스터(투니버스) - 의사1
- 바질리스크(애니박스) - 도쿠가와 이에야스
- 신비아파트 고스트볼 더블X: 수상한 의뢰(투니버스) - 할아버지 포자귀
- 포켓몬스터 XY(투니버스) - 명배(85화)

### 더빙 극장용 애니메이션
- 곰돌이 푸 - 올빼미
- 공주와 개구리 - 빅대디
- 꿀벌 대소동(MOVIE) - 몽고메리 변호사
- 덤보 - 단장
- 라따뚜이 - 무스타파
- 루돌프(SBS) - 산타
- 릴로 & 스티치(디즈니/MOVIE) - 줌바 박사
- 릴로 & 스티치 2(디즈니/MOVIE) - 줌바 박사
- 레드슈즈 - 화이트 왕 / 빅 버니
- 메리다와 마법의 숲 - 퍼거스
- 명탐정 코난: 천공의 난파선 - 정지로
- 뮬란 2 - 흉노 황제
- 미녀와 야수(디즈니/VIDEO) - 엑스
- 바비의 라푼젤(투니버스) - 휴고(용)
- 바비의 백조의 호수(투니버스)
- 바이오니클 - 오누아
- 밤비 2 - 올빼미
- 브라더 베어 - 염소
- 썸머 워즈 - 만스케
- 아나스타샤(KBS/극장) - 블라디미르(켈시 그래머) 役
- 아더왕의 검(디즈니/VIDEO) - 엑터 役
- 아리스토캣(디즈니/VIDEO) - 왈도 役
- 아이스 에이지(MOVIE) - 오스카 / 프랭크 (코뿔소2) 役
- 아틀란티스: 잃어버린 제국 - 박물관장
- 엘도라도(드림웍스/VIDEO) - 제사장 부하
- 오린의 대모험(SBS) - 자이곤
- 욤욤 공주와 도둑 - 도적
- 인사이드 아웃 - 버럭
- 인사이드 아웃 2 - 버럭
- 스티치! 더 무비 - (디즈니/MOVIE) - 줌바 박사
- 잠자는 숲속의 공주(VIDEO) - 휴버트왕
- 천년여우 여우비(EBS) - 사냥꾼 (목소리)
- 치킨 런(KBS/극장) - 트위디 (토니 헤이거스)
- 카 - 킹, 하브
- 코디와 생쥐 구조대(디즈니/VIDEO) - 의사
- 토이 스토리 2(MOVIE) - 스팅키 피트
- 토이 스토리 3(MOVIE) - 미스터 프릭클팬츠
- 호튼 - 배심원장

### 더빙 영화
- 해리포터와 마법사의 돌 (SBS) - 버논 더즐리 (리처드 그리피스) / 닉(존 클리즈)
  - 해리포터와 비밀의 방 (SBS) - 버논 더즐리 (리처드 그리피스) / 닉(존 클리즈)
- 사망유희 (SBS)
- 방탄승 (SBS) - 사부(원지정) 역
- 사막의 뱀파이어 (SBS)
- 올리버 트위스트 (SBS) - 림킨스 (이언 맥니스) 역
- 맬리스 (SBS)
- 전선 위의 참새 (KBS)
- 34번가의 기적 (KBS)
- 미세스 다웃파이어 (SBS) - 런디 (로버트 프로스키) 역
- 라스트 사무라이 (SBS) - 그레엄 (티머시 스폴) 역
- 덤 앤 더머 (SBS) - 조 멘톨리아노 (마이크 스타) 역
- 배트맨 비긴즈 (SBS) - 카민 팔코네 (톰 윌킨슨) / 페이든 판사 (제라르 머피) 외
- 디 아이2 (SBS)
- 라스트 액션 히어로 (SBS)
- 배틀필드 (SBS)
- 테일러 오브 파나마 (SBS) - 미키 (브렌던 글리슨) 역
- 트루 크라임 (SBS)
- 하프 어 챈스 (SBS) - 샤르코프 (발레리 가타예프) 역
- 라붐 (SBS) - 아빠(클로드 브라소) 역
  - 라붐 2 (SBS) - 아빠(클로드 브라소) 역
- 늑대와 춤을 (SBS) - 발로 차는 새 (그레이엄 그린) 역
- 신 유성호접검 (KBS) - 조공공(이가정)
- 제이콥의 거짓말 (KBS)
- 콘 에어 (KBS) - 쟈니 23(대니 트레호) / 판사(케빈 쿤리)
- 맨 인 블랙2 (KBS) - 자라(존 알렉산더)
- 엔드 오브 데이즈 (KBS) - 토마스 아퀴나스(데릭 오코너) / 교황(마크 마르골리스) / 수도승(모 갈리니) / 지하철 운전사(월터 본 후엔)
- 탈주자 (SBS) - 해일 (조스 아클랜드) 역
- 패트리어트 (KBS) - 치섬 장군 (게일라드 사테인) 역
- 대부 (KBS) - 테시오(아베 비고다) / 루카(레니 몬타나)
- 대부 3 (KBS) - 돈 안토벨로 (일라이 월릭) 역
- 반지의 제왕: 반지 원정대 (KBS) - 여관 주인 역
- 홍번구 (KBS)
- 로미오와 줄리엣(1997년 더빙판) (KBS) - 로렌초 신부(마일로 오쉬어) 역
- 풍운 (KBS) - 검성 역
- 아마데우스 (KBS) - 카펠마이스터 주세페 보노(패트릭 하인즈)
- 내 사랑 루시 (KBS)
- 써머스비 (KBS)
- 볼사리노2 (KBS)
- 더티 해리 (KBS)
- 일급 살인 (KBS) - 교도소장(스테판 기에라쉬)
- 골치 아픈 여자 (KBS) - 서장(윌리엄 G. 쉴링)
- 드라큘라 (KBS) - 호킨스(제이 로빈슨)
- 황야의 7인 (KBS) - 촌장(블라디미르 소콜로프) / 총잡이의 친구(알렉스 몬토야)
- 석양의 갱들 (KBS)
- 늑대의 제국 (KBS) - 에커만 박사(디디에 소베그레인)
- 스타워즈 에피소드 4: 새로운 희망 (KBS) - 오웬 (필 브라운) 역 / 반란군(알렉스 맥크린들)
- 컨페션 (KBS)
- 폴 뉴먼의 평결 (KBS)
- 브레이브 하트 (KBS) - 할아버지 역
- 죽음의 터널 (KBS)
- 라스트 모히칸 (KBS)
- 피라미드의 공포 (KBS)
- 제리 맥과이어 (KBS) - 디키 폭스(제러드 주심) / 데니스(글렌 프라이)
- 스팅 (KBS)
- 케인호의 반란 (KBS) - 래빗 선원 (허버트 앤더슨) 역
- 소울 메이트 (KBS) - 윌리엄스(빌 코브스) 역
- 머나먼 여정 (KBS)
- 영광의 대가 (KBS) - 에버슨 역
- 바라바 (KBS)
- 신용문객잔 (KBS) - 가정 역
- 주니어는 못말려 (KBS)
- 사랑은 방울방울(KBS) - 포장
- 길로틴 트래지디 (KBS) - 주지사 아버지 역
- 굿 윌 헌팅 (KBS) - 판사 역
- 시네마 천국 (KBS) - 아델피오 신부(레오폴도 트리에스테)
- 데이라이트 (KBS) - 로저(콜린 폭스)
- 에블린 (KBS) - 페리스 판사(코너 에반스) 역
- 머스킷티어 (KBS) - 보나시외 (빌 트리처) 역
- 늑대의 후예들 (KBS) - 살모트로타 대위(에릭 프랫)
- 어썰트 13 (SBS) - 재스퍼 오셰아 (브라이언 데니히) 역
- 완다라는 이름의 물고기 (KBS)
- 부시맨 (MBC)
- 톰과 허크 (KBS)
- 음모자 (KBS) - 데이빗(콤 미니)
- 매디슨 카운티의 다리 (KBS) - 변호사(리차드 라지) / TV 방송
- 코튼 클럽 (SBS)
- 인사이더 (KBS) - 셰이크 (클리프 커티스) 역
- 백 투 더 퓨처 3 (KBS) - 시장 (휴 길린) / 술집 손님(덥 테일러)
- 울프 (KBS)
- 마지막 보이스카웃 (KBS) - 셸리 마콘 (노블 윌링햄) 역
- 인디아나 존스: 잃어버린 성궤를 찾아서 (KBS) - 도트(로널드 레이시)
- 인디아나 존스: 최후의 성전 (KBS) - 살라(존 리스데이비스) / 파나마 모자(폴 맥스웰)
- 빠삐용 (KBS)
- 성난 눈동자 (MBC) - 필린드로스 (G.D. 스프레이들린)
- 코난 (KBS)
- 늑대와 춤을 (KBS) - 팸브로(모리 체이킨) / 소령(웨인 그레이스)
- 에이스 벤츄라 (SBS)
- 마틴 기어의 귀향(SBS) - 피에르 삼촌(모리스 베리어)
- 하이디(KBS) - 하이디의 할아버지(구스타브 쿠누스)
- JFK (KBS) - 지인(월터 매소) / TV 뉴스 앵커
- 신데렐라 - 국왕(데렉 제이코비)
- 바람과 함께 사라지다 (KBS) - 미드(해리 대번포트)
- 절대쌍교 (KBS) - 강옥량의 사승(풍극안)
- 라스트 콘서트 (KBS) - 관리인(조르지오 가르지울로)
- 의천도룡기 (KBS) - 장삼봉(황금보)
- 사랑의 마라톤 300마일(KBS) - 알베르토와 리디아의 아버지(요셉 리베이로)
- 영웅본색 2 (SBS) - 국장(유지명) / 진 아저씨(양명)
- 데몰리션 맨 (SBS) - 경찰국장(밥 건턴)
- 뮬란 - 뮬란의 아버지(마지)
- 야성의 킬리만자로 (KBS) - 선장(도널드 플레전스)
- 허비 - 몬테카를로에 가다(KBS) - 윌리(돈 노츠)
- 특공대작전 (KBS) - 워든(어니스트 보그나인)
- 소리없는 승리 (KBS)
- 화소도 (SBS)

### 더빙 외화
- 디트로이트 락 시티 (KBS)
- 센디베이의 악동들 (KBS)
- 삼국지 (KBS) - 여백사, 조숭
- 니벨룽겐의 반지 (KBS) - 알베리히(숀 힉스)

### 특촬물
- 가면라이더 파이즈 (투니버스) - 스도 형사

### 드라마
- 1989년 MBC 정치드라마 《제2공화국》
- 1990년 MBC 8.15 특집 드라마 《반민특위》 ... 이호 역
- 1993년 MBC 주말 특별기획 드라마 《제3공화국》 ... 변종봉 역
- 1995년 SBS 주말 특별기획 드라마 《코리아게이트》
- 1998년 SBS 주말 특별기획 드라마 《삼김시대》
- 2002년 ~ 2003년 SBS 대하드라마 《야인시대》 ... 전진한, 종로 유지, 1대 수도경찰청 청장 간부 역
- 2003년 MBC 월화드라마 《대장금》... 공조참의 역
- 2004년 SBS 대하사극 《장길산》
- 2004년 MBC 월화드라마 《영웅시대》 ...  조선은행 손님, 윤보선 역
- 2004년 KBS2 월화드라마 《미안하다, 사랑한다》 ... 노인 역
- 2004년 ~2005년 KBS2 특별기획 드라마 《해신》... 의원 역
- 2005년 MBC 주말 특별기획 《제5공화국》 ... 윤보선 역
- 2005년 KBS2 《부활》 ... 이사 역
- 2005년 ~ 2006년 SBS 대하사극 《서동요》
- 2005년 ~ 2006년 MBC 주말 특별기획 《신돈》 ... 인당 역
- 2005년 ~ 2006년 SBS 미니시리즈 《마이걸》 ... 침 놓는 할아버지 역
- 2006년 KBS1 대하드라마 《서울 1945》
- 2006년 SBS 주말 특별기획 드라마 《사랑과 야망》
- 2006년 ~ 2007년 MBC 월화드라마 《주몽》... 임둔 태수 역
- 2006년 ~ 2007년 KBS1 대하드라마 《대조영》...당고종의 심부름꾼
- 2006년 KBS2 월화드라마 《포도밭 그 사나이》 ... 연구소 교수 역
- 2006년 ~ 2007년 MBC 일일시트콤 《거침없이 하이킥!》 ... 대근의 친구 역
- 2006년 KBS 수목드라마 《특수수사일지: 1호관 사건》 ... 영등포서장 역
- 2006년 KBS2 수목드라마 《황진이》
- 2006년 KBS2 단막극 《드라마시티 - 날 미치게 하는 여자》
- 2007년 MBC 수목 미니시리즈 《궁S》 ... 황실종친 역
- 2007년 MBC《고맙습니다》 ... 검정고시 보는 할아버지 역
- 2007년 SBS 금요드라마 《날아오르다》 ... 이동현 역
- 2007년 ~ 2008년 SBS 《왕과 나》
- 2007년 ~ 2008년 MBC 《이산》
- 2007년 KBS2 《KBS 드라마시티 - 이중장부 살인사건》 ... 한우민 역
- 2007년 KBS2 월화드라마 《얼렁뚱땅 흥신소》 ... 이산 역
- 2007년 MBC 수목드라마 《뉴하트》 ... 비행기 탑승승객 역
- 2008년 KBS1 대하드라마 《대왕 세종》
- 2008년 SBS 드라마 스폐셜 《일지매》... 훈도 역
- 2008년~2009년 SBS 《가문의 영광》 ... 학과 교수 역
- 2008년 SBS 드라마 스폐셜 《바람의 화원》... 도화서 화원 역
- 2008년 KBS2 월화드라마 《그들이 사는 세상》 ... 송부장 역
- 2008년 KBS 대하드라마 《대왕 세종》 ... 시부카와 미쓰요리 역
- 2009년 SBS 주말 특별기획 드라마 《찬란한 유산》 ... 보육원 원장 역
- 2009년 KBS2 수목드라마 《파트너》 ... 판사 역
- 2009년 KBS2 주말연속극 《솔약국집 아들들》 ... 변호사 사무실 대표 역
- 2009년 KBS1 일일연속극 《다 함께 차차차》
- 2009년 ~ 2010년 MBC 일일시트콤 《지붕뚫고 하이킥》 ... 순재 친구 역(46회)
- 2010년 KBS1 농촌드라마 《산 너머 남촌에는》 ... 종가 숙부 역
- 2010년 MBC 《파스타》 ... 푸아그라 메뉴를 요구하는 손님 역
- 2010년 SBS 《산부인과》 ... 박경란의 시아버지 역
- 2010년 KBS1 특별기획 드라마 《거상 김만덕》
- 2010년 MBC 주말 특별기획 드라마 《김수로》
- 2010년 MBC 월화드라마 《동이》
- 2010년 SBS 월화드라마 《자이언트》 ... 박 회장 역
- 2010년 SBS 드라마스페셜 《검사 프린세스》 ... 판사 역
- 2010년 SBS 드라마스페셜 《나쁜 남자》 ... 윤 이사 역
- 2010년 KBS 수목드라마 《제빵왕 김탁구》 ... 심사위원장 역
- 2010년 ~ 2011년 KBS1 일일연속극 《웃어라 동해야》
- 2010년 ~ 2011년 SBS 월화드라마 《괜찮아, 아빠딸》 ... 의류업체 사장 역
- 2011년 MBC 《마이 프린세스》 ... 황실재단의 이사 역
- 2011년 SBS 《신기생뎐》 ... 박 원장 역
- 2011년 EBS1 《꾸러기 천사들》 ... 현서 할아버지 역
- 2011년 KBS2 《강력반》 ... 유명재단 이사 역
- 2011년 SBS 《시티헌터》 ... 국회의원 역
- 2011년 SBS 《내게 거짓말을 해봐》 ... 징계위원회 위원장 역
- 2011년 SBS 《여인의 향기》 ... 병원장 역
- 2011년 SBS 《보스를 지켜라》 ... 김 박사 역
- 2011년 KBS2 《KBS 드라마 스페셜 - 휴먼카지노》 ... 한 회장 역
- 2011년 ~ 2012년 OCN 《특수사건 전담반 TEN》 ... 거짓말탐지기로 심문하는 남자 역
- 2011년 SBS 대기획 《뿌리깊은 나무》
- 2011년 ~ 2012년 월화드라마 《빛과 그림자》
- 2011년 SBS 《인수대비》 ... 황수신 역
- 2012년 MBC 《무신》
- 2012년 KBS1 단막극 《HD TV문학관 - 강산무진》
- 2012년 SBS 드라마스페셜 《옥탑방 왕세자》 ... 의사 역
- 2012년 MBC 아침드라마 《천사의 선택》 ... 은행장 역
- 2012년 MBC 일일연속극 《그대 없인 못살아》 ... 변호사 역
- 2012년 ~ 2013년 MBC 월화드라마 《마의》 ... 이명환의 양부 역
- 2012년 tvN 일일드라마 《유리 가면》 ... 오일환 역
- 2012년 ~ 2013년 MBC 일일연속극 《오자룡이 간다》
- 2013년 MBC 주말특별기획 《백년의 유산》 ... 청와대 주방장 역
- 2013년 MBC 《구암 허준》
- 2013년 SBS 일일드라마 《못난이 주의보》
- 2013년 MBC 주말특별기획 《스캔들: 매우 충격적이고 부도덕한 사건》
- 2013년 tvN 월화드라마 《후아유》 ... 국회의원 역
- 2013년 SBS 드라마 스페셜 《별에서 온 그대》 ... 황 이사 역
- 2014년 OCN 일요드라마 《리셋》
- 2014년 MBC 주말연속극 《호텔킹》 ... 윤 박사 역
- 2014년 MBC 주말연속극 《왔다! 장보리》 ... 박물관 관장 역
- 2014년 ~ 2015년 MBC 주말특별기획 《전설의 마녀》 ... 의사 역
- 2014년~2015년 OCN 일요드라마 《닥터 프로스트》 ... 의사 역
- 2015년 MBC 수목드라마 《앵그리맘》 ... 레스토랑 주인 (일명 : 김 선생님) 역
- 2015년 MBC 월화드라마 《화정》 ... 기자헌 역
- 2015년 tvN 일일드라마 《울지 않는 새》
- 2015년 KBS1 일일연속극 《가족을 지켜라》
- 2015년 KBS 금요드라마 《오렌지 마말레이드》
- 2015년 SBS 드라마 스페셜 《용팔이》
- 2015년 OCN 일요드라마 《귀신 보는 형사 처용 2》
- 2015년 MBC 일일연속극 《최고의 연인》
- 2016년 JTBC 금토드라마 《마담 앙트완》
- 2016년 MBC 아침드라마 《내일도 승리》 ... 강 박사 역
- 2016년 KBS1 일일연속극 《우리집 꿀단지》
- 2016년 KBS2 수목드라마 《마스터 - 국수의 신》
- 2016년 SBS 월화드라마 《대박》 ... 궁중 어의 역
- 2016년 MBC 주말특별기획 《옥중화》 ... 평시서 제조 역
- 2016년 MBC 일일특별기획 《황금주머니》
- 2016년 MBC 일일연속극 《행복을 주는 사람》
- 2016년 KBS1 일일연속극 《빛나라 은수》 ... 교감 선생 역
- 2017년 MBC 아침드라마 《훈장 오순남》 ... 차유민의 숙부 역
- 2017년 KBS2 금토드라마 《최고의 한방》
- 2017년 SBS 주말특별기획 《언니는 살아있다》
- 2017년 MBC 수목 미니시리즈 《죽어야 사는 남자》 ... 의사 역
- 2017년 tvN 수목드라마 《크리미널 마인드》
- 2018년 OCN 주말드라마 《작은 신의 아이들》
- 2018년 MBC 일일드라마 《비밀과 거짓말》 ... 장 회장 역
- 2018년 KBS1 일일연속극 《비켜라 운명아》 ... 안석재 고문 역
- 2019년 OCN 주말드라마 《모두의 거짓말》
- 2019년 SBS 일일연속극 《맛 좀 보실래요》 ... 한동산 역
- 2020년 SBS 금토드라마 《하이에나》 ... 판사 역
- 2020년 MBC 월화 미니시리즈 《카이로스》
- 2021년 SBS 월화드라마 《홍천기》 ... 허유 역
- 2022년 디즈니+ 수요드라마 《키스 식스 센스》 ... 보육원 원장 역
- 2022년 KBS2 주말드라마 《현재는 아름다워》 ... 이웃사랑봉사단 회원 역 (특별출연)
- 2022년 KBS2 주말드라마 《삼남매가 용감하게》 ... 포토&에세이 전직 사장 역
- 2023년 SBS 금토드라마 《법쩐》 ... 광운실업 김 사장 역
- 2023년 ~ 2024년 KBS2 대하드라마 《고려 거란 전쟁》

### 영화
- 2004년 《가족》 - 주석 친구 1 역
- 2005년 《연애술사》 - 교장 선생님 역
- 2006년 《청춘만화》 - 선생님 역
- 2006년 《아파트》 - 앵커 (목소리)
- 2006년 《잘 살아보세》 - 보건소장 역
- 2007년 《수》 - 폭력반 고참 형사 역
- 2007년 《쏜다》 - 평섭 형사 역
- 2007년 《내 사랑》 - 세진 상사 역
- 2008년 《추격자》 - 분석관 역
- 2008년 《그 남자의 책 198쪽》 - 정신과 의사 역
- 2008년 《쌍화점》 - 태사 역
- 2009년 《인사동 스캔들》 - 박 의원 역
- 2009년 《트라이앵글》 - 간부 3 역
- 2010년 《의형제》 - 이기훈 목사 역
- 2010년 《폭풍전야》 - 모범수 역
- 2010년 《부당거래》 - 고 대표 역
- 2011년 《고양이: 죽음을 보는 두 개의 눈》 - 요양원 의사 역
- 2011년 《너는 펫》 - 지은 부 역
- 2011년 《카운트다운》 - 원로 의사 역
- 2012년 《알투비 : 리턴투베이스》 - 통일부 장관 역
- 2012년 《페이스 메이커》 - 주치의 역
- 2013년 《노브레싱》 - 신임 수영협회장 역
- 2014년 《역린》 - 심환지 역
- 2015년 《세계일주》 - 한의사 역
- 2015년 《베테랑》 - 경제학 남교수1 역
- 2015년 《미쓰 와이프》 - 경비원 김씨 역
- 2015년 《성난 변호사》 - 김익태 역
- 2017년 《조작된 도시》 - 판사 역
- 2017년 《특별시민》 - 원로의원 역
- 2018년 《도어락》 - 중개인 역
- 2019년 《무지개 여신》 - 철수 할배 역
- 2024년 《파묘》 - 보국사 보살 역
- 2025년 《84제곱미터》 - 김영철 역

### 방송
- 《속풀이쇼 동치미》 (MBN)
- 《퀴즈쇼 사총사》 (KBS)
- 《6시 내고향》 (KBS)

## 경력
- 1974년 ~ 1976년 극단 실험극장, 극단 광장
- 1977년 ~ 1980년 동양방송 성우
- 1985년 ~ 현재 사단법인 한국성우협회 회원.
- 사단법인 한국배우협회 회원.
- 1998년 ~ 2001년 국립국악원 경기민요, 판소리 수료

## 수상
- 1984년 KBS 연기부문 특별상 수상, KBS 연기상 수상